# Umbro Apollonio
Umbro Apollonio (Trieste, 20 aprile 1911 – Bassano del Grappa, 22 aprile 1981) è stato un critico d'arte, storico dell'arte e saggista italiano.

## Biografia
Nato a Trieste, fu docente di storia dell'arte contemporanea presso l'Università degli Studi di Padova. Curò l'archivio di Italo Svevo, comprese le sue opere inedite.
Conservatore dell'Archivio Storico d'Arte contemporanea della Biennale di Venezia, coadiutore delle mostre d'arte e direttore della rivista La Biennale di Venezia, scrisse molti saggi critici sui maggiori esponenti della pittura moderna e contemporanea, spaziando fino all'arte cinetica e programmata.
Pubblicista dal 1931 sulle maggiori riviste internazionali di cultura tra cui Art International, fu autore di alcune voci della Enciclopedia dell'arte, del Dizionario delle opere, dell'Enciclopedia Universo, dell'Enciclopedia di Scienze e Arti, dell'Enciclopedia Le Muse.
La molteplicità dei contesti in cui dedicò il suo lavoro lo portò alla divulgazione dell'arte moderna con conferenze e lezioni universitarie in paesi di tutto il mondo.
Fece inoltre parte di molte giurie nazionali e internazionali, curando anche innumerevoli esposizioni e diverse retrospettive.

## Opere
- Tempi e fantasie, Bologna, Edizioni Aldine, 1934.
- Umbro Apollonio, Luigi Pirandello, in Romanzieri e novellieri d'Italia del secolo XX, I, Roma, 1936.
- Arturo Nathan, Savona, Il Raccoglitore, 1936.
- Ugo Carà, Fiume, Quaderni di Termini, 1938.
- Sulla pittura dell'Ottocento, Genova, Circoli, 1938.
- Certa critica, in Corrente, Milano, 1939.
- Disegni di Fontana, in Emporium, Bergamo, dicembre 1940,  p. 321.
- Su Viviani incisore, in Stile, Milano, febbraio 1941,  pp. 74-89.
- Zeitgenössische italienische Erzähler, in Neue Schweizer Rundschau, Zurigo, gennaio 1942.
- Sedici taccuini / di Renato Birolli ; con dieci disegni e una nota di Umbro Apollonio, Genova, Posizione Editrice, 1943.
- Scipione / Umbro Apollonio, Venezia, Edizioni del Cavallino, 1945.
- Testimonianza a Birolli, in Domani, Venezia, 14 settembre 1945.
- Alberto Viani, in scultura di Alberto Viani, Milano, Edizioni della Spiga, 1944.
- Disegni di Seurat, Venezia, Edizioni del Cavallino, 1947.
- Pittura antica in Liguria, in Rassegna d'Italia, Milano, maggio 1947,  pp. 40-47.
- Semeghini, in La Fiera Letteraria, Roma, 31 ottobre 1948,  p. 5.
- Chagall / Umbro Apollonio, Venezia, Alfieri, 1949.
- Giorgio Morandi, in Horizon, n. 115, Londra, luglio 1949.
- L'art de Giovanni Bellini au Palais Ducale de Venisei, in Les arts plastiques, n. 5-6, Bruxelles, maggio-giugno 1949,  pp. 181-195.
- La pittura metafisica, Venezia, Edizioni del Cavallino, 1950.
- Pittura italiana moderna, Venezia, Neri Pozza, 1950.
- Umbro Apollonio e Marco Valsecchi, Panorama dell'arte italiana, Torino, Lattes, 1950.
- Vedova, 5 disegni originali, Venezia, 1950.
- I bronzetti nuragici, in Panorama dell'arte italiana, Torino, 1950,  pp. 13-14.
- Bruno Cassinari, in Panorama dell'arte italiana, Torino, 1950,  pp. 317-323.
- Amedeo Modigliani, in Cahiers d'art, Parigi, 1950,  pp. 167-169.
- Umbro Apollonio e Marco Valsecchi, Panorama dell'arte italiana, Torino, Lattes, 1951.
- La mostra dei Tiepolo a Venezia, in La Gazzetta di Bergamo, Bergamo, 1951,  pp. 11-20.
- Mino Maccari, in Panorama dell'arte italiana, Torino, 1951,  pp. 41-47.
- Pericle Fazzini, in Panorama dell'arte italiana, Torino, 1951,  pp. 409-415.
- Die Brücke e la cultura dell'espressionismo, Venezia, Alfieri, 1952.
- Rufino Tamayo, pittore messicano, in America Latina, Milano, aprile 1952,  pp. 8-10.
- Viani, in Magazine of Art, New York, maggio 1952.
- Toulouse Lautrec e L'Italia, in Toulouse-Lautrec: l'oeuvre graphique : collection Charell, Venezia, 1952.
- saggio introduttivo di Umbro Apollonio, in Da Renoir a Picasso, Roma, C. Bestetti, Edizioni D'arte, 1952.
- Marino Marini scultore, Milano, Edizioni del Milione, 1953.
- La jeune peinture italienne, in Premier Bilan de l'art actuel 1937-1953” in “Le Soleil noir, n. 3-4, Parigi, 1953,  pp. 214-228.
- Emilio Vedova, in Cahiers d'Art, Parigi, giugno 1953,  pp. 133-136.
- Picasso, Novara, De Agostini, 1954.
- Donati, Milano, 1954.
- Courbet in Italia, in Courbet alla XXVII biennale di Venezia; a cura di Adriana Albini., Venezia, 1954.
- Matisse, Milano, Serie Arti Garzanti, 1954-1955.
- Umbro Apollonio e A. Jouffroy, Salvatore, Venezia, Cavallino, 1955.
- Aufriss der modernen italienischen Skulptur, in Das Kunstwerk, 1/IX, Baden-Baden, 1955-1956,  pp. 4-10.
- Delecroix, Milano, Mondadori, 1956.
- Consagra, Roma, 1956.
- Pittura di Birolli, in Quadrum, Bruxelles, 1956,  pp. 147-160.
- Afro, in Quadrum, Bruxelles, 1956,  pp. 133-138.
- Wols-forma-natura, in “Scritti di storia dell'arte in onore di Lionello Venturi”, Roma 1956.
- Das Italienische in der italienischen Kunst, in “Schri Kunst Schri”, Baden-Baden 1956.
- Brancusi, in “Constantin Brancusi, scuptures, peintures, fresques, dessins”, pp. 98-99, Parigi 1957.
- Saetti, bodensee - verlag, franz larese., amriswil (schweiz), 1957.
- Le arti figurative, in “L'Otto-Novecento, conferenza raccolte a cura della Libera cattedra di Storia della civiltà fiorentina”, Firenze 1957.
- La pittura astratta in Italia, in “Il Veltro”, Anno I, n. 2, Roma, maggio 1957.
- La "Biennale" all'estero, in “Scuola e cultura nel mondo”, n. 6, Roma, dicembre 1957.
- Santomaso, in “Quadrum”, n. 3, pp. 49-56, Bruxelles 1957.
- Sant'Elia, Milano, Il Balcone, 1958.
- Campigli, Venezia, Edizioni del Cavallino, 1958.
- Tensione e spazio di Mastroianni, in “Quadrum”, n. 5, pp. 45-52, Bruxelles 1958.
- Espressionismo, voce in “Enciclopedia universale dell'arte”, vol. V, pp. 54-67, Venezia-Roma 1958.
- Klee, Le tapis du souvenir in ”Quadrum”, n. 5, p. 78, Bruxelles 1958.
- Letterati e critica d'arte, in “La Biennale di Venezia”, n. 33, pp. 31-32, Venezia, Edizioni La Biennale di Venezia, ottobre-dicembre 1958.
- Santomaso, Amriswil, Bodensee Verlag, 1959
- Parisot: opere dal 1959 al 1947. Torino, Il Grifo, 1959.
- La Biennale d'arte figurativa, in “Manifestazioni d'oggi”, pp. 99-117, Firenze 1959.
- Ensor, in Hommage a James Ensor, Bruxelles 1959.
- Fauves e cubisti, Bergamo, Istituto Italiano d'Arti Grafiche, 1959.
- Luce e materia nella pittura di Corpora, in “Quadrum”, n. 6, pp. 87-94, Bruxelles 1959
- Come sono sorte le correnti astratte, in “Ulisse”, n. 33, pp. 12-16, Roma 1959.
- Dei valori nelle tendenze, in “La Biennale di Venezia”, n. 35, pp. 25-26, Venezia, Edizioni La Biennale di Venezia, aprile-giugno 1959.
- Tra individualità e tipologie, in “La Biennale di Venezia”, nn.36-37, pp. 89-90, Venezia, Edizioni La Biennale di Venezia, luglio-dicembre 1959.
- Spagna, in “L'arte dopo il 1945”, a cura di Will Grohmann, pp. 121-131, Milano 1959
- Somaini, Nuechatel, Editions du Grifon, 1960.
- Emilio Vedova, in “Cimaise”, n.50, pp. 86-97, Parigi, ottobre-dicembre 1960.
- Mirko, in “cinque scultori d'oggi MOORE FONTANA MASTROIANNI MIRKO VIANI'”, Torino, Edizioni Minerva Artistica, 1960.
- La natura morta nella pittura italiana, Milano 1960.
- Luigi Spazzapan, in “Quadrum”, n. 9, pp. 75-84, Bruxelles 1960.
- Arte de Tapies, in “Papeles de son armadons”, LVII, pp. 349-353, Palma de Mallorca 1960.
- Giorgio Morandi, in “Das Kunstwerk”, 3/XIV, pp. 3-4, Baden-Baden 1960.
- Bruno Cassinari, in “Quadrum”, n. 8, pp. 85-94, Bruxelles 1960.
- Teatro e rinnovamento della forma, in “La Biennale di Venezia”, n. 38, pp. 31.32, Venezia, Edizioni La Biennale di Venezia, gennaio-marzo 1960.
- Dell'immagine nel film, in “La Biennale di Venezia”, n. 39, pp. 39-40, Venezia, Edizioni La Biennale di Venezia, aprile-giugno 1960.
- Interventi della presenza estetica, in “La Biennale di Venezia”, n. 41, pp. 43-44, Venezia, ottobre-dicembre 1960.
- Mattia Moreni, in “Quadrum”, n. 11, pp. 103-112, Bruxelles 1961.
- Velazquez y el modernismo, in “Cuadernos hispanoamericanos”, n. 140-141, pp. 3-7, Madrid, agosto-settembre 1961.
- Die Situation der Kunstkritik in Italien, in “Kunst Wissenschaft oder Propaganda” Funktionen der Kunstkritik. Ein Bericht über das Kunstgespräch 1960 in Frankfurt a.M.”, pp. 80-81 e 97-107. Baden-Baden/Krefeld 1961.
- Del fattore cinetico nell'arte contemporanea, in “La Biennale di Venezia, n. 42, pp. 49-50, Venezia,    Edizioni La Biennale di Venezia, gennaio-marzo 1961.
- Struttura e forma applicata, in “La Biennale di Venezia”, n. 43, pp. 49-50, Venezia, Edizioni La Biennale di Venezia, aprile-maggio 1961.
- Prefazione III Mostra Internazionale della fotografia, Venezia 1961.
- Gli Spagnoli, in “Civiltà delle Macchine”, Anno IX, n. 1, pp. 48-50, Roma, gennaio-febbraio 1961.
- Libertà e determinazione, in “Il Verri”, Anno V, n. 3, pp. 141-143, Milano, giugno 1961.
- Morandi, in catalogo esposizione a Siegen, novembre 1962.
- Zur Kritik des Informellen, in “Das Kunstwerk”, 9/XV, pp.12-14, Baden-Baden, marzo 1962.
- Arte e scena, in “Civiltà delle Macchine”, n. 3, pp. 45-51, Roma, maggio-giugno 1962.
- Antonio Music, “Quadrum”, n. 13, pp. 83-90, Bruxelles 1962.
- Pintura e ideas en Emilio Vedova, in “Papeles de son armadans”, LXXX/1, pp. 291-302, Palma de Mallorca, novembre-dicembre 1962.
- Monet, voce in “Enciclopedia Universale dell'Arte”, vol. IX, pp. 564-569, Venezia-Roma, Sansoni, 1963.
- Leoncillo, in “Quadrum”, n. 15, pp. 71-82, Bruxelles, A.D.A.C, 1963.
- Schriftwerte im Informel, in catalogo “Schrift und Bild”, esposizione allo Stedelijk Museum di Amsterdam ed alla Staatliche Kunsthalle di Baden-Baden, 1963.
- Zeichen für Zeichen : 14 [i.e. vierzehn] Original-Graphiken / / zusammengestellt von Dietrich Mahlow ; mit einem Vorwort von Umbro Apollonio. Frankfurt a.M., Typos Verlag, 1963.
- Quesiti sulla ricerca estetica contemporanea, in “Testimonianze” (dagli atti VIII-IX-X-XI Convegno
- Internazionale Artisti Critici d'Arte, Rimini-Verucchio-San Marino 1959-1960-1961-1962, pp. 55-61, Roma 1963.
- Paolo Pasotto, Venezia, Cavallino, 1963.
- Kokoschka und der Expressionismus in J.P. Hodin “Bekenntnis zu Kokoschka: Erinnerungen und Deutungen”, pp. 53-63, Berlino-Mainz, Bei Florian Kupferberg, 1963
- Fathwinter, in “Das Kunstwerk”, 4/XVII, pp. 13-14, Baden-Baden, Agis, ottobre 1963.
- Korompay, Roma, Edizioni dell'Ateneo, Quaderni d'Arte Contemporanea, 1964.
- Baldinelli, Roma, Edizioni d'arte moderna, 1964.
- Strutturazione dinamica della percezione visiva, in “Civiltà delle Macchine”, XXX/4, pp. 45-52, Roma, luglio-agosto 1964.
- Dorazio, in “Quadrum”, n.16, pp. 99-108, Bruxelles 1964.
- Ipotesi su nuove modalità creative, in “Arte e cultura contemporanea, Quaderni di San Giorgio”, n. 23, pp. 641-657, Firenze 1964.
- Die heutige Situation der italienischen Kunst in “Kulturwerk”, Kassel 1964.
- La conoscenza dell'arte straniera in Italia, in “Quadrivio”, Anno IV, n. 2, Roma, marzo 1964.
- Nuova tendenza, in “Evento”, vol. 16/17, pp. 30-39, Venezia, settembre 1964.
- Mondrian, Milano, Fratelli Fabbri editori, 1965.
- Risorse tecniche ed ordine estetico nella industrializzazione dell'edilizia, in “Casabella”, Anno XXIX, n. 299, pp. 26-29, Milano 1965.
- Ricerche di visualità strutturata, in “Arte d'oggi”, pp. 67-78, Roma, Curcio, 1965.
- Oggetto e grafica, in catalogo “Mostra del linguaggio grafico”, Torino 1965.
- Enne 60-4 s/1-10, introduzione alla cartella di serigrafie eseguite da Alberto Biasi ed Edoardo Landi, Genova, Galleria La Polena, 1965.
- Esto es malo, in “Richard Mortensen, sandhedens ojeblik, n. 2, Copenaghen, Hasselbalch, 1965.
- Arte Comunicazione Lettura Giudizio, in “Atti del XIV Convegno Internazionale artisti, critici e studiosi d'arte – Arte e Comunicazione”, pp. 114-120, Bologna 1965.
- Osservazioni sulle proposizioni NT 3 in catalogo della esposizione Nova Tendencija 3, Galerija Suvremene Umjetnosti, Zagabria 1965.
- Braque, Milano, Fabbri, 1966.
- Leonardo Savioli, Firenze, Centro Proposte, 1966.
- Bortoluzzi, Roma, Serra Editore, 1966.
- È morto Georges Vantongerloo, in “Casabella”, Anno XXX, n. 301, pp. 52-59, Milano 1966.
- Sistema matematico e ordine naturale, in “Linea struttura”, n.1, pp. 18-23, Napoli 1966.
- L'arte programmata, in “Siprauno”, n.3, pp. 54-57, Torino 1966.
- Hartung, Milano, Fratelli Fabbri Editore, 1966.
- Sculture di Gheno, Roma, Comunità Europea dell'Arte e della Cultura, Arte Contemporanea, 1967.
- Recherches d'art visuel en Europe orientale, in XX Siècle", n.28, pp. 47-56, Parigi, giugno 1967.
- Oggetti plastico-visuali e loro predestinazione, in catalogo della mostra Lo Spazio dell'immagine, Foligno 1967.
- Gruppo N, in catalogo esposizione allo Sztuki Museum di Lodz, 1967.
- Sandro De-Alexandris, Operazioni Plastiche. Torino, Studio di informazione estetica, 1967.
- Günter Fruhtrunk Sechs Serigraphien in folio, Colonia 1967.
- Flarer, Venezia, Cavallino, 1967.
- Reimer Jochims Cromatische Malerei, Monaco 1967.
- Prefazione in catalogo dell'esposizione Trigon 67 Ambiente/Environment, Künstlerhaus, Graz.
- La povertà dell'arte, a cura di P. Bonfiglioli. Bologna, Quaderni de' Foscherari, (1968).
- Art and Organic Reality, in “Mundus Artium”, vol. 1, n. 3, pp. 36-42, Athens, Ohio, Summer 1968.
- Bloccare significati irradianti … in Josef Albers: graphic tectonic. Verlag Galerie Der Spegel, Colonia 1968.
- La formulazione di un concetto … in Marcello Morandini, Edizioni Masnata Trentalace, Genova 1968.
- Il rispetto delle dimensioni, in “Civiltà delle macchine”, n. 1, pp. 38-44, Roma, gennaio-febbraio 1968.
- La nuova tendenza, in “Arte Popolare Moderna”, a cura di Francesca R. Fratini, Bologna 1968.
- Architektur, in “Leonardo Mosso Programmierte Architektur”, Studio di Informazione Estetica und Vanni Scheiwiller, Torino 1969.
- Dass eine besondere spekulative Neigung … in “Calderara/Fruhtrunk/Girke/Jochims/Prantl” Der Spiegel, Colonia 1969.
- Mirò, Firenze, Sadea/Sansoni, 1969.
- La ciné-visualité chromatique, in “Depuis 45. L'art de notre temps”, vol. I, Bruxelles 1969.
- Anticipi e precedenze, in U. Apollonio/T. Toniato “Finzi”. Venezia 1969.
- Environment in Wort und Wahrheit XXIV Jahrg. 5 Heft, Vienna, settembre-ottobre 1969.
- Actualité de Capogrossi in “XX Siécle”, année XXXI/33, pp. 49-60, Parigi 1969
- Prefazione in “Pubblicità in Italia 1969-1970”, Milano 1970
- Enzo Mari: ricerca e creazione in “Art International”, vol. XIV/3, pp. 41-44 e 57, Lugano, marzo 1970.
- Mondrian e l'astrattismo. Milano, Fabbri Editori, 1970.
- Las lineas experimentales del arte de postguerra in “Revista de Arte”, n. 4, pp. 3-14, Università de Puerto Rico en Magagüez, marzo 1970.
- Per chi creda …. in “Constructivisme”, 1, Pully-Losanna 1970.
- Ritratto di Munari, in catalogo Bruno Munari, ricerche visive design. Künstlerhaus, Graz 1970
- Futurismo, Milano, Mazzotta Editore, 1970.
- Ricerca e progettazione (in collaborazione Dietrich Mahlow e Luciano Caramel), Venezia 1970.
- Note per una scienza dell'arte, “Le Arti”, n. 1/2, Milano, febbraio 1971, pp. 50/55.
- El arte italiano desde 1945 hasta 1965, in “Revista de arte”, n. 8, pp. 13-24, Mayaguez, marzo 1971.
- Rigore e fantasia nell'opera di Mirella Bentivoglio, in catalogo dell'esposizione dell'artista alla Galleria Schwarz, Milano, dicembre 1971/gennaio 1972.
- Hans Richter, in “D'ars”, nn. 58-59, pp. 90-104, Milano, febbraio-marzo 1972.
- Mario Deluigi, in “Art Internationale”, vol. XVI/3, pp. 26-27, Lugano, 20 marzo 1972.
- Scheda su Mario Ballocco, in “L'uomo e l'arte”, n.8, Milano aprile 1972.
- Gerhard von Graevenitz, in catalogo della esposizione dell'artista allo studio Marconi, Milano aprile 1972.
- Continuità, organismo e ambiente nelle opere di Morandini, in catalogo della esposizione personale alla Kestner-Gesellschaft, Hannover, ottobre-novembre 1972.
- An die Akademie in “Akademie der bildenden Künste in Wien 1872-1972”. Wien, s. d. (1973) pp. 118-120
- Scultura italiana, in catalogo XII Biennale a Middelheim. Anversa 1973.
- Ripensamenti su Picasso, in La Gazzetta delle Arti, Anno IV, n. 8/9. Venezia, settembre 1973
- Il filo rosso dell'avanguardia, “Arte e Società”, n. 10, Roma, ottobre 1973
- TV, in catalogo della esposizione “Trigon '73 / Audiovisuelle Botschaften” in Künstlerhaus, Graz, 6 ottobre/11 novembre 1973.
- La ricerca cinetica, “Ulisse”, Vol. XII, Fasc. LXXVI, Roma, novembre 1973, pp.144/153
- Giancarlo Zen, “Arte International”, n. 2, Lugano, febbraio 1974
- Tomitaro Nachi, in catalogo dell'esposizione dell'artista allo Stedelijk Museum, Amsterdam, gennaio/marzo 1974.
- Introduzione a Venezia, poema cromatico di sei litografie originali e raccolta di poesie di Nico Calos, Bergamo, Galleria Kefri, 1975.
- Paolo Tessari in catalogo mostra personale alla Neue Galerie am Landes Museum Joanneum, Graz, 26/6 – 20/7/1975.
- Cultura e società, “Arte e società”, Anno IV (Nuova serie) 1, Roma, aprile/maggio 1975.
- Riccardo Guarneri in catalogo mostra personale alla Galleria Method, Bergamo, maggio 1975.
- Joe Tilson in catalogo mostra personale alla Galleria Il Cavallino, Venezia, maggio/giugno 1975.
- Arte e materia: il metacrilato, “D'Ars”, Anno XVI, n. 75, Milano, luglio 1975.
- Nuovi musei, “Arte 2000”, anno 4, n. 23, Milano, estate 1975.
- Presentazione della X Biennale internazionale del bronzetto e della piccola plastica, Padova Sala della Ragione, 7/9 – 12/10/1975.
- Ferruccio Bortoluzzi in catalogo mostra personale all'Opera Bevilacqua La Masa, Venezia, 25/8 – 10/9/1975.
- Gli italiani in catalogo Identität/Trigon 75, Graz, Künstlerhaus, ottobre 1975.
- Il contributo del GRAV in Groupe de recherche d'art visuel 1960-1968 a cura di Luciano Caramel, pp. 139-141. Milano, Electa Editrice, 1975.
- Angelo Bertolio in catalogo mostra personale in Arte contemporanea, Milano, 14/10 – 10/11/1975.
- Dadamaino in catalogo mostra personale alla Galleria Method, Bergamo, novembre 1975.
- Esempi d'arte veneta e lombarda in catalogo Biennale d'arte contemporanea, S. Martino di Lupari, ottobre-novembre 1975.
- Luigi Mormorelli 10 anni di scultura in G.C. Argan – U. Apollonio Luigi Mormorelli 10 anni di scultura, Milano, Edizioni il Trifoglio, 1976.
- Fotografia y artes visuales, Arte Visuales, n. 12, Città del Messico, 1976.
- Il Romanticismo in AA. VV. Situazioni dell'arte contemporanea, Roma, Edizioni Librarie s.r.l., 1976, pp. 213-224.
- La cinevisualità cromatica in Colore mostra a cura di U. Apollonio – L. Caramel – M. Fagiolo, Modigliana, 1976.
- Die Kunst der U.S.A. Auf der Biennale in Venediz, in D. Honnisch – J. Christian Amerikanische kunst von 1945 his heute, Köln, Dumont Buchverlag, 1976, pp. 62-66
- Carmelo Cappello, Brescia, edizioni ARSER, 1977.
- Occasioni del tempo. Riflessioni – Ipotesi, Torino, Studio Forma, 1979.

## Riconoscimenti
- Premio "Le stanze del Libro" per un saggio letterario, Roma 1935.
- Premio del Ministero della Pubblica Istruzione per la critica d'arte 1946.
- Premio della critica d'arte alla Biennale di Venezia, 1948
- Premio "Cortina Ulisse" per la critica d'arte, 1951.
- Premio della Cultura del Ministero della Pubblica Istruzione, 1958.